# 宮本武藏 (1954年電影)
《宮本武藏》（日语：みやもとむさし）是1954年上映的日本古裝劇，由三船敏郎飾演宮本武藏，稻垣浩執導。影片於1955年奪得奧斯卡最佳外語片獎。

## 劇情
慶長五年（西元1600年），關原之戰正打的如火如荼之際，宮本村的武藏，為了成為天下第一的武士，和朋友又八從軍參加戰役，沒想到戰爭以德川軍壓倒性的獲勝，武藏和又八負傷敗逃，回到故鄉，然而武藏他斬殺官兵多人後逃入深山，敵軍驅使村民入山搜索，大師澤庵得知武藏為人善良，與官方商定由其處理武藏。後來大師更迫武藏熟讀經典，完成文武合一之修養。三年後，武藏成為一個劍聖，並被冊封為武士，賜名“宮本武藏”。

## 演員
- 宮本武藏：三船敏郎
- 又八：三國連太郎
- 阿通：八千草薰
- 朱實：岡田茉莉子
- 吉岡清十郎：平田昭彥
- 阿甲：水戸光子
- 澤庵大師：尾上九朗右衛門